# Ireljach
Ireljach (rusky Ирелях, jakutsky Иирэлээх) je řeka v Jakutské republice v Rusku. Je 112 km dlouhá. Povodí má rozlohu 829 km².

## Průběh toku
Je to levý přítok řeky Oččuguj Botuobuja (povodí Viljuje). V povodí řeky jsou naleziště diamantů.

## Vodní režim
Zdrojem vody jsou sněhové a dešťové srážky. Průměrný roční průtok vody u města Mirnyj ve vzdálenosti 38 km od ústí činí 2 m³/s a maximální dosahuje 135 m³/s. Zamrzá na začátku října a rozmrzá ve druhé polovině května, přičemž v zimě promrzá až do dna.